# Armando Obispo
Armando Obispo (* 5. März 1999 in Boxtel) ist ein niederländischer Fußballspieler. Er spielt seit 2006 für die PSV Eindhoven. Ferner gehörte er dem Kader der niederländischen Nachwuchsnationalmannschaften an.

## Karriere

### Verein
Obispo, dessen Wurzeln in Curaçao liegen, begann mit dem Fußballspielen bei LSV Boxtel und wechselte über ODC in die Jugendakademie der PSV Eindhoven. Am 16. September 2018 kam er beim 3:2-Sieg in der zweiten niederländischen Liga gegen den FC Dordrecht erstmals für die Reservemannschaft zum Einsatz. In der Saison 2016/17 kam er zu insgesamt drei Einsätzen und kam ansonsten für die U19 zum Einsatz. In der Folgesaison kam er regelmäßig in der Reservemannschaft zum Einsatz, doch am 17. März 2018 lief Obispo erstmals in der Eredivisie für die Profimannschaft zum Einsatz, als er beim 3:0-Sieg gegen VVV-Venlo in der 86. Minute für Nicolas Isimat-Mirin eingewechselt wurde. Zum Ende der Saison 2017/18 feierte die PSV Eindhoven den Gewinn der niederländischen Meisterschaft.
Zur Saison 2019/20 wurde Obispo an Vitesse Arnheim verliehen.

### Nationalmannschaft
Obispo spielte mindestens einmal für die niederländische U15-Nationalmannschaft, achtmal für die U16, zweimal für die U17-Nationalmannschaft, fünfmal für die U18 und nahm mit der U19-Nationalmannschaft an der U19-Europameisterschaft 2017 in Georgien teil. Dabei kam er in allen drei Partien seiner Mannschaft zum Einsatz. Für die U19 absolvierte Obispo insgesamt zwölf Einsätze. Nach drei Einsätzen für die U20-Auswahl gab er am 16. November 2018 bei der 0:3-Niederlage im Testspiel in Offenbach am Main gegen Deutschland sein Debüt für die niederländische U21-Nationalelf.

## Erfolge
- Niederländischer Meister: 2024
- Niederländischer Pokalsieger: 2022, 2023
- Niederländischer Supercup-Sieger: 2021, 2022